# گمینا باتشکوویتسه
گمینا باتشکوویتسه (به لهستانی:  Gmina Baćkowice) یک گمینا در لهستان است که در شهرستان اوپاتوف واقع شده‌است. گمینا باتشکوویتسه ۹۶٫۲۵ کیلومتر مربع مساحت و ۵٬۱۷۷ نفر جمعیت دارد.